# Collision Course
Collision Course é o primeiro EP e o terceiro DVD da banda de rock norte-americana Linkin Park, em parceria com o rapper Jay-Z, lançado em 30 de novembro de 2004 pela Warner Records. O EP conseguiu o primeiro lugar na Billboard 200, tornando-se apenas o segundo EP a conseguir isto, seguindo o álbum Jar of Flies da banda Alice In Chains em 1994. Apresenta músicas de ambos mixadas.

## Faixas

### CD
| N.º            | Título                                            | Compositor(es) | Duração |  |
| 1.             | "Dirt off Your Shoulder/Lying from You"           | Shawn Carter Timothy Mosley Linkin Park                                                                                      | 4:04    |  |
| 2.             | "Big Pimpin'/Papercut"                            | J. Capeless T. Mosley K. Joshua Linkin Park                                                                                  | 2:36    |  |
| 3.             | "Jigga What/Faint"                                | S. Carter Jonathan Burks T. Mosley Linkin Park                                                                               | 3:31    |  |
| 4.             | "Numb/Encore"                                     | Linkin Park S. Carter Kanye West                                                                                             | 3:25    |  |
| 5.             | "Izzo/In the End"                                 | S. Carter K. West Berry Gordy A. Mizell F. Perren D. Richards Linkin Park                                                    | 2:44    |  |
| 6.             | "Points of Authority/99 Problems/One Step Closer" | Linkin Park S. Carter Rick Rubin N. Landsberg Felix Pappalardi J. Ventura L. Weinstein William Squier T. Marrow A. Henderson | 4:55    |  |
| Duração total: | Duração total:                                    | Duração total: | 21:18   |  |

### DVD
O DVD apresenta basicamente a mesma tracklist do CD, porém inclui Making Of, bastidores e toda a montagem:
1. "Intro"
2. "In the Studio"
3. "Jay-Z Arrives"
4. "Rehearsal"
5. "Sound Check"
6. "Dirt off Your Shoulder/Lying from You"
7. "Big Pimpin'/Papercut"
8. "Jigga What/Faint"
9. "Numb/Encore"
10. "Izzo/In The End"
11. "Points of Authority/99 Problems/One Step Closer"
12. "End Credits"

## Desempenho nas tabelas musicais
| Críticas profissionais | Críticas profissionais |
| Avaliações da crítica  | Avaliações da crítica  |
| Fonte                  | Avaliação              |
| ---------------------- | ---------------------- |
| allmusic               | [ 1 ]                  |
| RapReviews.com         | [ 2 ]                  |
| Rolling Stone          | [ 3 ]                  |

| Paradas (2004–05)                       | Melhor posição |
| --------------------------------------- | -------------- |
| Alemanha (Offizielle Top 100)           | 5              |
| Austrália (ARIA Charts)                 | 8              |
| Áustria (Ö3 Austria Top 40)             | 5              |
| Bélgica (Ultratop 50 Flandres)          | 19             |
| Bélgica (Ultratop 40 Valônia)           | 17             |
| Canadá (Canadian Albums Chart)          | 6              |
| Dinamarca (Hitlisten)                   | 7              |
| Espanha (PROMUSICAE)                    | 60             |
| Estados Unidos (Billboard 200)          | 1              |
| Estados Unidos (Top R&B/Hip-Hop Albums) | 3              |
| Estados Unidos (Top Rap Albums)         | 3              |
| França (SNEP)                           | 20             |
| Grécia (IFPI)                           | 2              |
| Holanda (Mega Charts)                   | 9              |
| Irlanda (IRMA)                          | 6              |
| Itália (FIMI)                           | 19             |
| Noruega (VG-lista)                      | 1              |
| Nova Zelândia (RIANZ)                   | 4              |
| Portugal (AFP)                          | 4              |
| Reino Unido (UK Albums Chart)           | 15             |
| Suécia (Sverigetopplistan)              | 9              |
| Suíça (Schweizer Hitparade)             | 2              |

| Paradas (2017)   | Melhor posição |
| ---------------- | -------------- |
| Austrália (ARIA) | 28             |

## Certificações
| País                       | Certificação | Vendas    |
| -------------------------- | ------------ | --------- |
| Alemanha (BVMI)            | Platina      | 200.000   |
| Austrália (ARIA)           | Platina      | 70.000    |
| Áustria (IFPI)             | Ouro         | 15.000    |
| Brasil (Pro-Música Brasil) | Ouro         | 50.000    |
| Canadá (Music Canada)      | 2× Platina   | 200.000   |
| Dinamarca (IFPI)           | Ouro         | 20.000    |
| Estados Unidos (RIAA)      | 2× Platina   | 2.000.000 |
| França (SNEP)              | Ouro         | 100.000   |
| Hong Kong (IFPI)           | Ouro         | 10.000    |
| Irlanda (IRMA)             | 2× Platina   | 30.000    |
| Japão (RIAJ)               | Ouro         | 100.000   |
| Nova Zelândia (RMNZ)       | 2× Platina   | 30.000    |
| Portugal (AFP)             | Ouro         | 20.000    |
| Reino Unido (BPI)          | Platina      | 300.000   |
| Suíça (IFPI)               | Platina      | 40.000    |